# Winston-Salem Open 2024
Il Winston-Salem Open 2024 è stato un torneo di tennis professionistico giocato sul cemento. È stata la 43ª edizione del torneo facente parte dell'ATP Tour 250 nell'ambito dell'ATP Tour 2024. Si è giocato alla Wake Forest University di Winston-Salem, negli Stati Uniti, dal 18 al 24 agosto 2024.

## Partecipanti al singolare

### Teste di serie
| Nazionalità | Giocatore               | Ranking* | Testa di serie |
| ----------- | ----------------------- | -------- | -------------- |
| Argentina   | Sebastián Báez          | 20       | 1              |
| Regno Unito | Jack Draper             | 28       | 2              |
| Argentina   | Francisco Cerúndolo     | 29       | 3              |
| Francia     | Adrian Mannarino        | 33       | 4              |
| Italia      | Luciano Darderi         | 34       | 5              |
| Argentina   | Tomás Martín Etcheverry | 37       | 6              |
| Argentina   | Mariano Navone          | 38       | 7              |
| Portogallo  | Nuno Borges             | 39       | 8              |
| Ungheria    | Fábián Marozsán         | 50       | 9              |
| Italia      | Lorenzo Sonego          | 56       | 10             |
| Stati Uniti | Alex Michelsen          | 57       | 11             |
| Francia     | Arthur Rinderknech      | 59       | 12             |
| Kazakistan  | Aleksandr Ševčenko      | 60       | 13             |
| Francia     | Hugo Gaston             | 61       | 14             |
|             | Pavel Kotov             | 63       | 15             |
| Australia   | Rinky Hijikata          | 65       | 16             |
|             | Roman Safiullin         | 66       | 17             |

* Ranking al 12 agosto 2024.

#### Altri partecipanti
I seguenti giocatori hanno ricevuto una wildcard per il tabellone principale:
- Pablo Carreño Busta
- Francisco Cerúndolo
- Christopher Eubanks
- Reilly Opelka

Il seguente giocatore è entrato in tabellone con il ranking protetto:
- Dominic Stricker

Il seguente giocatore è entrato in tabellone come alternate:
- Alexandre Müller

I seguenti giocatori sono entrati nel tabellone principale passando dalle qualificazioni:

- Strong Kirchheimer
- Omni Kumar
- Tristan Schoolkate
- Learner Tien

I seguenti giocatori sono entrati nel tabellone principale come lucky loser:
- Zachary Svajda
- Nicolás Mejía

#### Ritiri
Prima del torneo
- Roberto Bautista Agut → sostituito da  Sumit Nagal
- Matteo Berrettini → sostituito da  Hugo Gaston
- Flavio Cobolli → sostituito da  Christopher O'Connell
- Alejandro Davidovich Fokina → sostituito da  Shang Juncheng
- Jack Draper → sostituito da  Zachary Svajda
- Arthur Fils → sostituito da  Adam Walton
- Fabio Fognini → sostituito da  Márton Fucsovics
- Marcos Giron → sostituito da  Botic van de Zandschulp
- Dominik Koepfer → sostituito da  Borna Ćorić
- Pedro Martínez → sostituito da  Rinky Hijikata
- Mackenzie McDonald → sostituito da  Nicolás Mejía
- Giovanni Mpetshi Perricard → sostituito da  Tarō Daniel
- Brandon Nakashima → sostituito da  Constant Lestienne
- Sebastian Ofner → sostituito da  James Duckworth
- Max Purcell → sostituito da  Dominic Stricker
- Emil Ruusuvuori → sostituito da  Alexandre Müller

## Partecipanti al doppio

### Teste di serie
| Nazione     | Giocatore         | Nazione       | Giocatore         | Ranking* | Testa di serie |
| ----------- | ----------------- | ------------- | ----------------- | -------- | -------------- |
| Regno Unito | Neal Skupski      | Nuova Zelanda | Michael Venus     | 36       | 1              |
| Paesi Bassi | Wesley Koolhof    | Croazia       | Nikola Mektić     | 43       | 2              |
| Stati Uniti | Austin Krajicek   | Paesi Bassi   | Jean-Julien Rojer | 53       | 3              |
| Stati Uniti | Nathaniel Lammons | Stati Uniti   | Jackson Withrow   | 56       | 4              |
| Croazia     | Ivan Dodig        | Rep. Ceca     | Adam Pavlásek     | 62       | 5              |
| Uruguay     | Ariel Behar       | Argentina     | Andrés Molteni    | 63       | 6              |
| Brasile     | Rafael Matos      | Brasile       | Marcelo Melo      | 71       | 7              |
| Francia     | Sadio Doumbia     | Regno Unito   | Lloyd Glasspool   | 74       | 8              |

* Ranking al 12 agosto 2024.

### Altri partecipanti
Le seguenti coppie di giocatori hanno ricevuto una wildcard per il tabellone principale:
- Nicolás Barrientos /  Skander Mansouri
- Luca Pow /  Dhakshineswar Suresh

La seguente coppia di giocatori è entrata in tabellone come alternate:
- Gonzalo Escobar /  Oleksandr Nedovjesov

### Ritiri
Prima del torneo
- Marcelo Arévalo /  Mate Pavić → sostituiti da  Constantin Frantzen /  Hendrik Jebens
- Harri Heliövaara /  Henry Patten → sostituiti da  Jamie Murray /  John Peers
- Rinky Hijikata /  Max Purcell → sostituiti da  Gonzalo Escobar /  Oleksandr Nedovjesov
- Kevin Krawietz /  Tim Pütz → sostituiti da  Alexander Erler /  Robin Haase
- Rajeev Ram /  Joe Salisbury → sostituiti da  Julian Cash /  Robert Galloway

## Punti
| Evento    | V   | F   | SF  | QF | 3T   | 2T   | 1T | Q    | Q2   | Q1   |
| Singolare | 250 | 165 | 100 | 50 | 25   | 13   | 0  | 8    | 4    | 0    |
| Doppio    | 250 | 150 | 90  | 45 | N.D. | N.D. | 0  | N.D. | N.D. | N.D. |

## Montepremi
| Evento    | V         | F        | SF       | QF       | 3T       | 2T      | 1T      | Q2      | Q1      |
| Singolare | 107 060 $ | 61 435 $ | 35 280 $ | 20 375 $ | 11 640 $ | 6 840 $ | 4 160 $ | 2 205 $ | 1 215 $ |
| Doppio*   | 42 120 $  | 22 050 $ | 12 470 $ | 7 220 $  | N.D.     | N.D.    | 4 260 $ | N.D.    | N.D.    |

*per team

## Campioni

### Singolare
Lorenzo Sonego ha sconfitto in finale  Alex Michelsen con il punteggio di 6-0, 6-3.
- È il quarto titolo in carriera per Sonego, il primo in stagione.

### Doppio
Nathaniel Lammons /  Jackson Withrow hanno sconfitto in finale  Julian Cash /  Robert Galloway con il punteggio di 6-4, 6-3.